# Gordon Roadster

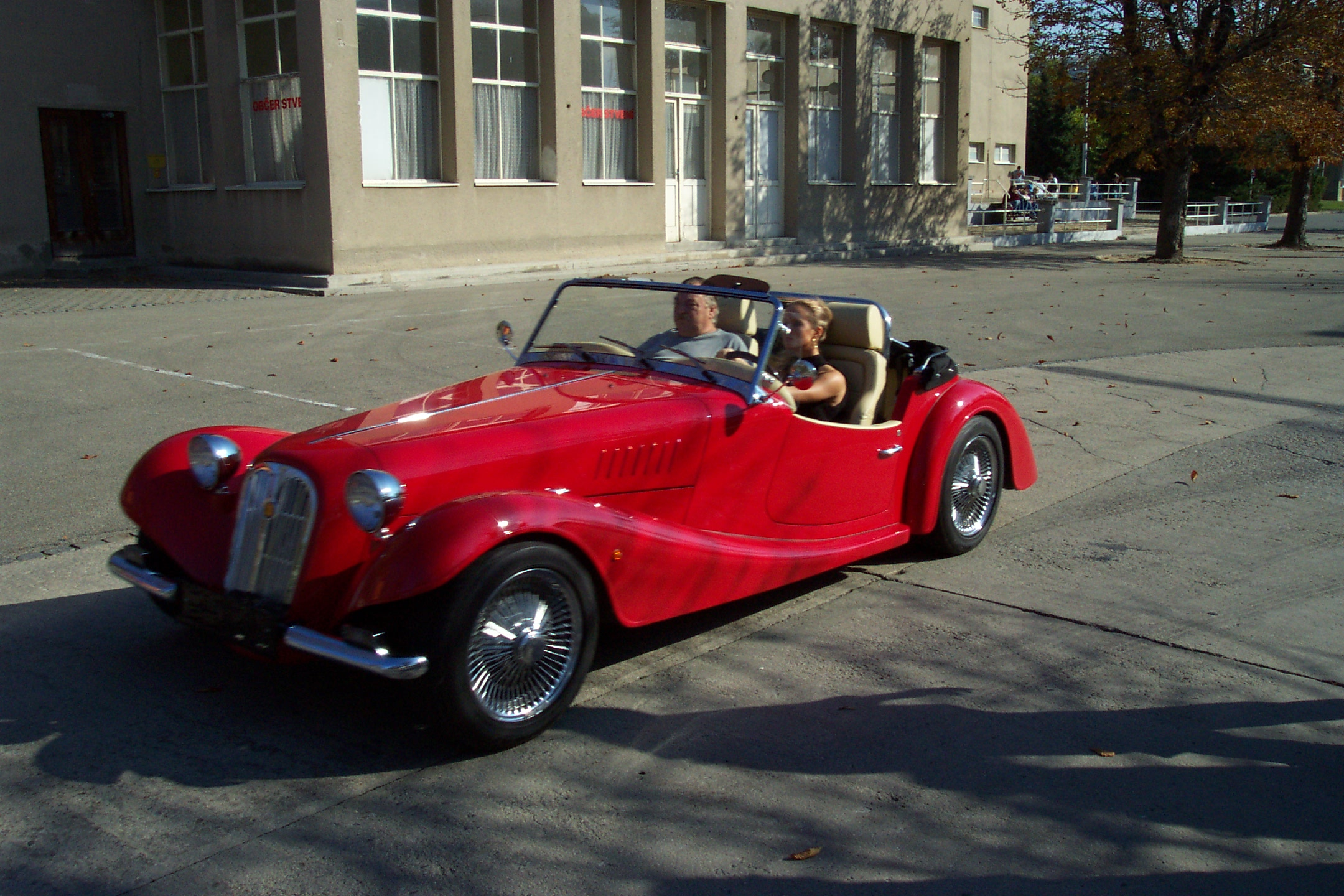
Gordon

Der Gordon Roadster ist das einzige Modell von Gordon Cars. Es ist ein Roadster im Stile der 1930er Jahre. Das Fahrgestell des Fahrzeugs besteht aus einer Aluminiumlegierung. Für die Karosserie wird GFK und Stahlblech verwendet. Bei einem Radstand von 270 cm ist das Fahrzeug 407 cm lang, 167 cm breit und 123 cm hoch. Für den Antrieb sorgte zunächst ein Vierzylindermotor von Ford mit 1800 cm³ Hubraum und wahlweise 115 oder 130 PS Leistung. Die Höchstgeschwindigkeit mit diesem Motor war mit 185 km/h angegeben. Seit 2007 ist ein Sechszylindermotor von Ford erhältlich.

## Technische Daten
| Modell                                      | Roadster 3.0 24V      | Roadster 1.6          |
| Bauzeitraum                                 | 2007–2018             | seit 2018             |
| Zylinderzahl                                | V6                    | R4                    |
| Hubraum (cm³)                               | 2967                  | 1598                  |
| Max. Leistung (kW/PS) bei 1/min             | 166/226 bei 6150      | 164/223 bei 5500      |
| Max. Drehmoment (Nm) bei 1/min              | 280 bei 4900          | 300 bei 2250          |
| Antrieb, serienmäßig                        | Hinterradantrieb      | Hinterradantrieb      |
| Getriebe, serienmäßig                       | 5-Gang-Schaltgetriebe | 5-Gang-Schaltgetriebe |
| Höchstgeschwindigkeit (km/h)                | 220                   | 210                   |
| Beschleunigung (0–100 km/h)                 | 5,7 s                 | 4,9 s                 |
| Kraftstoffverbrauch auf 100 km (kombiniert) | k. A.                 | k. A.                 |
| CO2-Emissionen (kombiniert)                 | k. A.                 | k. A.                 |
| Tankinhalt                                  | 47 l                  | k. A.                 |

## Produktionszahlen
| Jahr | Stückzahl | Quelle |
| ---- | --------- | ------ |
| 1997 | 5         | [ 1 ]  |
| 1998 | 4         | [ 1 ]  |
| 1999 | 2         | [ 1 ]  |
| 2000 | 0         | [ 1 ]  |
| 2001 | 3         | [ 1 ]  |
| 2002 | 1         | [ 1 ]  |